# Lorenzo Lippi
Pour les articles homonymes, voir Lippi.
Lorenzo Lippi (Florence, 6 mai 1606 - Florence, 15 avril 1665) est un peintre baroque de l'école florentine et un poète italien du XVIIe siècle.

## Biographie
Lorenzo Lippi étudie la peinture auprès de Matteo Rosselli, dont le style narratif et élégant, se retrouve dans les œuvres de Lippi pendant au moins deux décennies. Son objectif déclaré était celui de « faire de la poésie comme il parlait et de peindre comme il voyait ».
Après avoir exercé son art pour quelque temps à Florence, et après s'être marié, quadragénaire, à Elisabetta, la fille du riche sculpteur Giovanni Francesco Susini, Lippi part à Innsbruck comme peintre de cour, suivant Claude de Médicis, veuve de Léopold V d'Autriche-Tyrol et comtesse du Tyrol. À Innsbruck, où il a laissé beaucoup d'excellents portraits, il commence à écrire son poème héroïco-comique Il Malmantile racquistato, qui fut publié après sa mort, avec le pseudonyme (presque) anagramme Perlone Zipoli.
Il a eu comme élève le peintre de natures mortes Bartolomeo Bimbi.
Il meurt de pleurésie à Florence, le 15 avril 1665, et est enterré dans l'église Santa Maria Novella en laissant deux fils et trois filles.

## Œuvre
Peinture

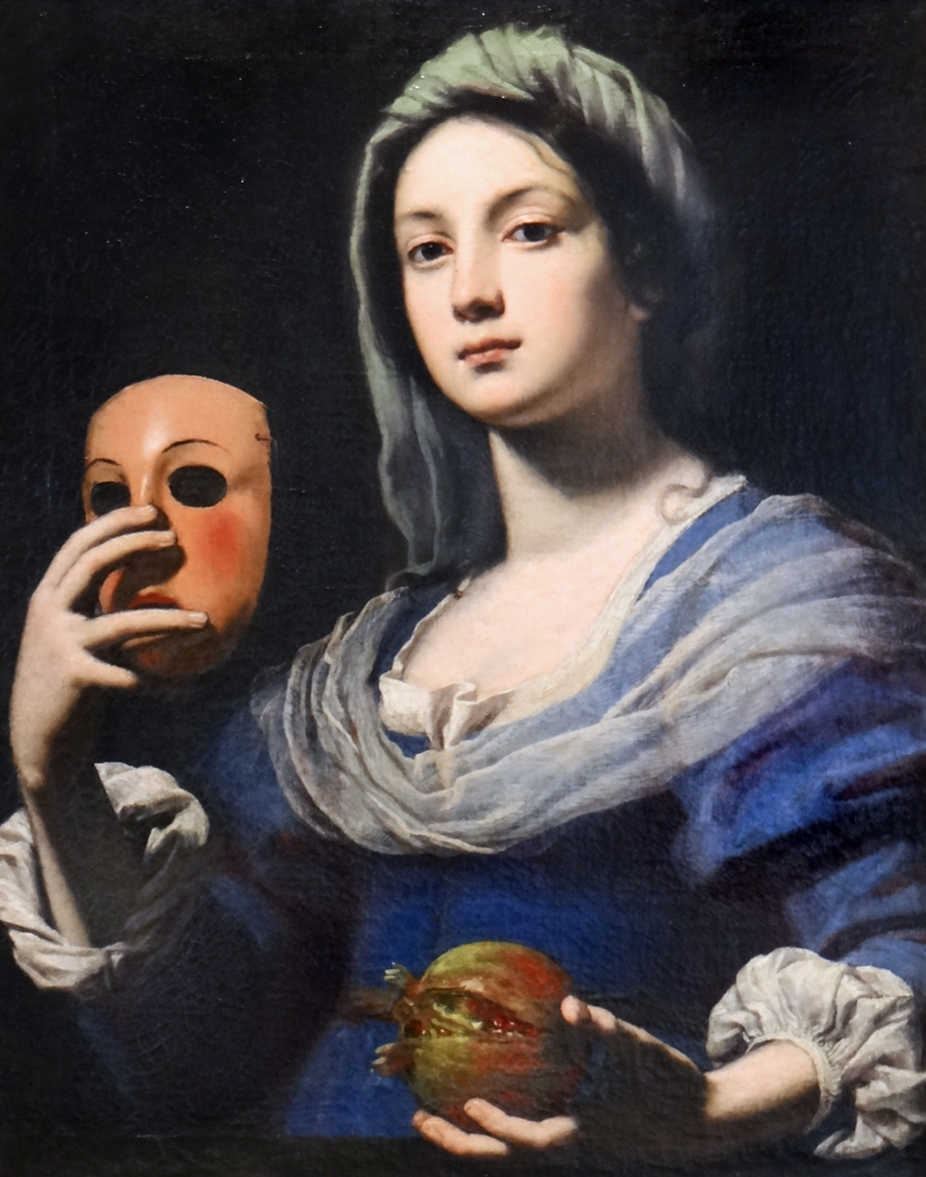
Allégorie de la Simulation, vers 1640.

À partir de la fin des années 1630, son style se renouvelle radicalement, arrivant à un « purisme » formel, influencé par Santi di Tito et des grands maîtres florentins du XVe siècle, tels qu'Andrea del Sarto et Fra Bartolomeo. Cette nouvelle esthétique transparaît pleinement dans la fresque de la voûte de l'oratoire des Vanchetoni à Florence (1639-1640). Dans les années 1650 et 1660, l'exigence de réaliser une peinture didactique et compréhensible est appliquée dans des tableaux d'une légèreté et d'une spiritualité profonde comme dans la Crucifixion du musée San Marco (1647), le Saint Antoine de Padoue avec l'Enfant Jésus des Capucins de Montughi (vers 1659) et dans La Charité de saint Thomas (1662) dans l'église sant'Agostino de Prato.
- Allégorie de la Simulation (vers 1640), 73 × 89 cm, musée des Beaux-Arts d'Angers
- Le Triomphe de David (1650-1655), huile sur toile, 232 × 342 cm, salle d'Angiolo Galli, Galerie Palatine, Palais Pitti, Florence[2]
- Loth et ses Filles (années 1660), huile sur toile, 148 × 185 cm, Musée des Offices, Florence[2]
- La Trinité (1665) église de l'Abbaye de Vallombreuse, sa dernière œuvre
- Crucifixion, Galerie des Offices à Florence
- Allégorie de la musique, toile, 86 × 72 cm, Rome (collection Andrea Busiri Vici (1903-1989))
- Vierge à l'Enfant et Saint Jean, toile de 109 × 72,5 cm. Florence (Galerie Moretti)
- Saint François d'Assise en prière, département des peintures du musée du Louvre à Paris
- Scène biblique, huile sur toile, 90 × 110 cm, Palazzo Mozzi Bardini, Florence[3]

Dessins
- Nombreux dessins ou sanguines au département des Arts graphiques du musée du Louvre à Paris et également dans les collections de l’École des Beaux-Arts de Paris.
- Jeune homme tirant sur une corne, sanguine, 41 × 25,8 cm, Paris, Beaux-Arts de Paris, inv. no EBA 353[4],[5].

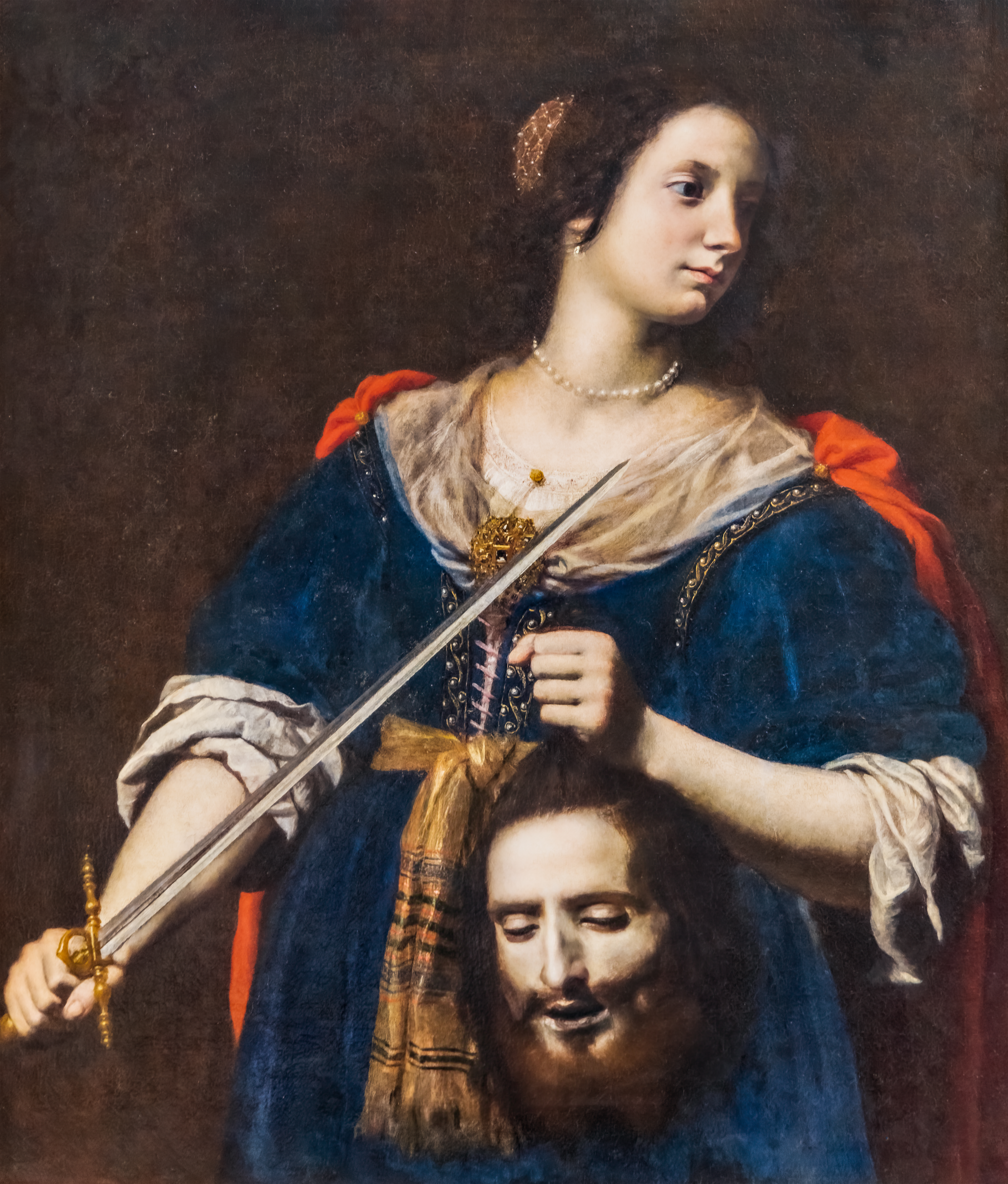
Judith tenant la tête d'Holopherne - Musée des Beaux-Arts de Narbonne
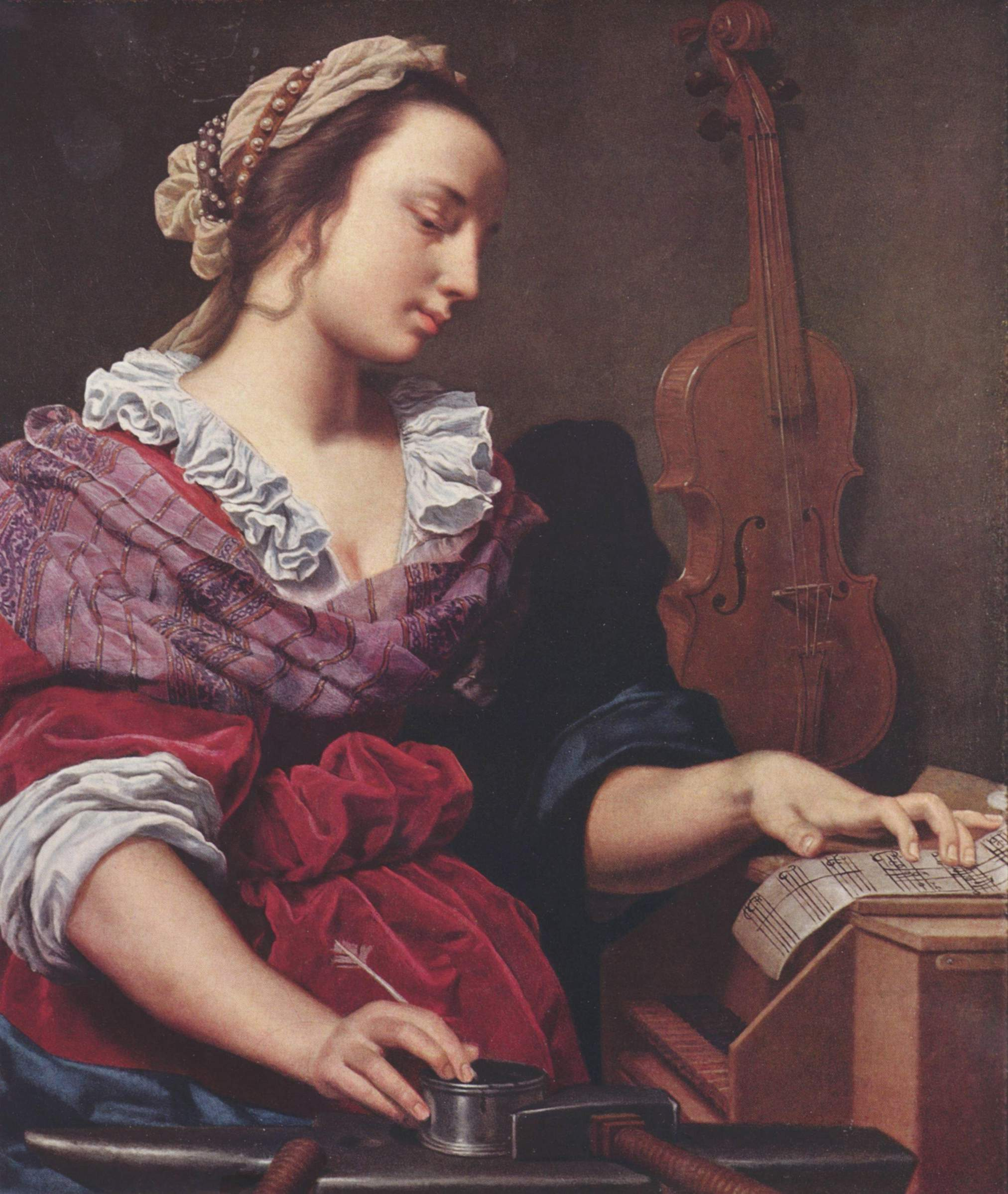
Allegoria della musica.
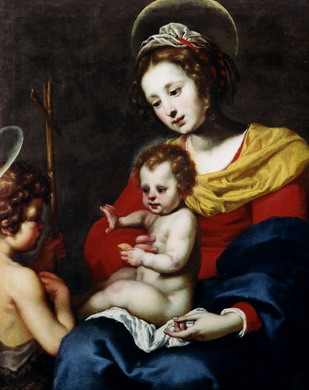
Madonna col Bambino e San Giovannino.
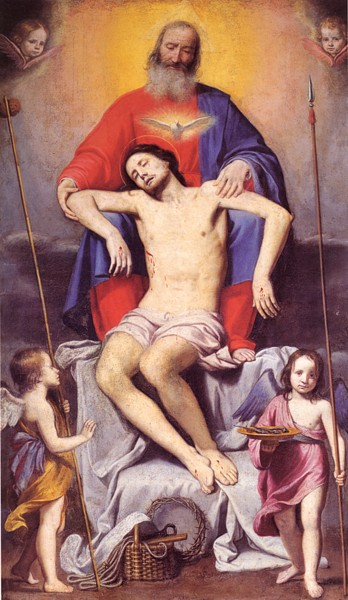
Trinité.

### Littérature
Pour beaucoup l'art de Lorenzo Lippi comme peintre n'est pas du tout mineur, et au contraire, il est considéré comme un des meilleurs peintres florentins de son temps, sa renommée étant de toute façon liée à l'œuvre  poétique à laquelle il dédia ses vingt dernières années, Malmantile Racquistato mais qui ne fut publiée qu'en 1688, beaucoup d'années après sa mort.
C'est un poème héroï-comique, constitué en grande partie d'une série de proverbes et d'expressions populaires dont l'argument narratif est l'expédition pour la reconquête d'une forteresse et d'un territoire par une reine qui en avait été chassée par une usurpatrice. La trame est simplement un prétexte pour une série innombrable d'expressions populaires typiques, qui font référence aux usages et traditions de la Florence de son temps, qui furent ensuite éclaircies et richement illustrées des notes nombreuses de Paolo Minucci, qui ont constitué un élément inséparable du poème dans chacune de ses réimpressions. L'œuvre a été considérée par l'Accademia della Crusca comme « testo di lingua. »